# La Fuite en Égypte (Lorrain)
Pour les articles homonymes, voir La Fuite en Égypte.
La Fuite en Égypte est une peinture à l'huile sur toile, datée de 1635, de l'artiste français Claude Lorrain, conservée au musée d'Art d'Indianapolis (IMA) dans l'Indiana. Elle représente la fuite en Égypte de la Sainte Famille qui s'enfuit en Égypte pour échapper à la persécution d'Hérode Ier.

## Historique de l'œuvre
Claude a représenté la Fuite en Égypte à plusieurs reprises, notamment dans ses œuvres antérieures. Il ne peint jamais que des paysages, mais il les crée avec une telle habileté qu’il élève le genre vers de nouveaux sommets. Sa vision poétique de la nature est si appréciée par ses riches mécènes du XVIIe siècle qu’elle contribue à imposer la peinture de paysage comme un genre à part entière, au même titre que la peinture religieuse et la peinture d'histoire.
Faisant partie de la collection Clowes, La Fuite en Égypte est exposée à l'IMA pendant des décennies avant d'être officiellement offerte, en 2003. Elle devient alors partie intégrante de la collection permanente et reçoit le numéro d'accession 2003.171. Elle est actuellement exposée dans la galerie William L. et Jane Fortune.

## Description et analyse
Cette peinture de jeunesse de Claude montre Joseph, Marie et Jésus fuyant le massacre des Innocents de Bethléem. Préfigurant son futur rôle, l'enfant Jésus tient les rênes de l'âne. Bien que le trio échappe à une tuerie, Claude les représente dans un décor serein. Des peintures de paysage comme celle-ci ont rendu Claude célèbre en combinant un vocabulaire rustique de bergers et d'arbres imposants avec des représentations réalistes de la campagne romaine. Il perfectionne ses représentations en risquant le paludisme afin de réaliser les croquis qui lui permettront de capturer la lumière dorée du soleil et les effets atmosphériques de la campagne. La Sainte Famille est peut-être le sujet, mais le véritable accent est mis sur la lumière et non sur le récit. Le paysage arcadien idéalisé de Claude est une étude de lumière et d'atmosphère dans laquelle le thème religieux est secondaire.